# Willem Pleyte
Willem Pleyte (1836-1903) est un égyptologue néerlandais qui a complété les chapitres déjà publiés par Karl Richard Lepsius du Livre des morts (d'après un papyrus du musée égyptologique de Turin), sous le titre « Chapitres supplémentaires du Livre des Morts, 162 à 174 ; publiés d'après les monuments de Leyde, du Louvre et du British Museum ». 

## Liens externes

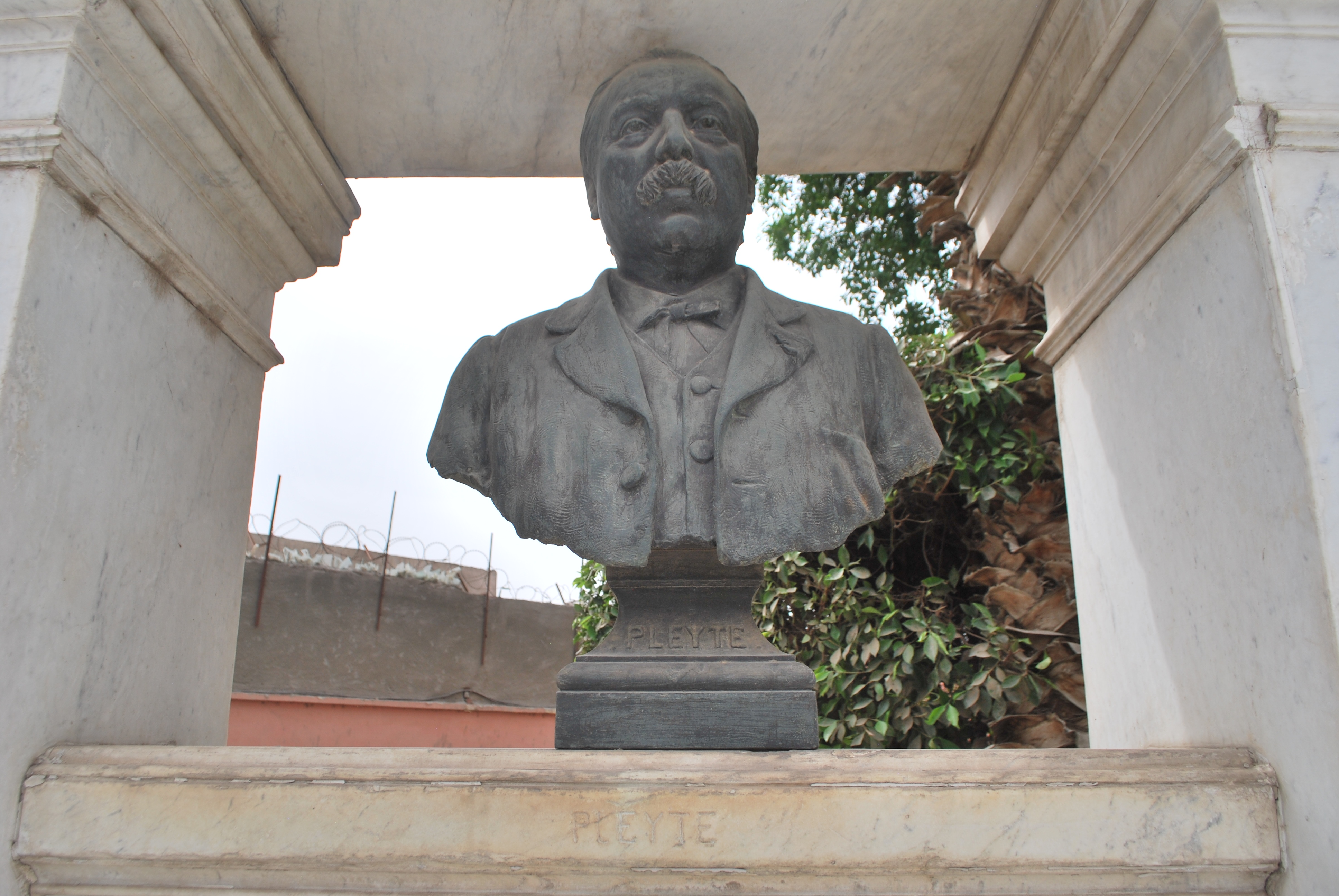
Buste de Willem Pleyte (monument Auguste Mariette, Caire)